# Watutia
Watutia — вимерлий рід викопних кенгуру, відомий з пліоцену Нової Гвінеї. Він відомий лише з типового виду Watutia novaeguineae, відомого за деякими фрагментарними верхніми та нижніми щелепами та ізольованими зубами з пліоценової формації Отібанда в провінції Моробе в Папуа Новій Гвінеї. Найближчим родичем роду, можливо, був Hadronomas, який жив у Квінсленді кількома мільйонами років раніше. W. novaeguineae був розміром приблизно з великого чагарникового валлабі (Dorcopsis) і за деякими характеристиками відрізняється від зубів інших кенгуру. Корінні зуби були низькі, а перші премоляри подовжені.